# Geum divergens
Geum divergens är en rosväxtart som beskrevs av Thomas Frederic Cheeseman.
Geum divergens ingår i släktet nejlikrotsläktet, och familjen rosväxter. Inga underarter finns listade i Catalogue of Life.